# دامینیک کالورت-لوین
دامینیک ناتانیل کالورت-لوین (انگلیسی: Dominic Nathaniel Calvert-Lewin؛ زادهٔ ۱۶ مارس ۱۹۹۷) بازیکن فوتبال اهل انگلستان است که در پست مهاجم بازی می‌کند.
از باشگاه‌هایی که در آن بازی کرده‌است می‌توان به شفیلد یونایتد، استالی‌بریج سلتیک، نورث‌همپتون تاون و اورتون اشاره کرد. او یک تمام‌کننده قهار است که به دلیل ضربات سر دقیق و هوش بالا در محوطه جریمه به عنوان یک مهاجم نوک کامل شناخته می‌شود. وی در باشگاه اورتون و به‌ ویژه تحت هدایت کارلو آنجلوتینیو به اوج پیشرفت خود رسید و به تیم ملی دعوت شد. کالورت-لوین در مسابقات جام ملت‌های اروپا ۲۰۲۰ عضو تیم ملی انگلستان بود.